# 舞花姜
舞花薑（學名：Globba racemosa）为薑科舞花薑属下的一个种。